# Сподња Воличина
Сподња Воличина (словен. Spodnja Voličina) је насељено место у општини Ленарт, Подравска регија, Словенија.

## Историја
До територијалне реорганизације у Словенији била је у саставу старе општине Ленарт.

## Становништво
У попису становништва из 2011. године, Сподња Воличина је имала 679 становника.
| Број становника према пописима | Број становника према пописима | Број становника према пописима |
| ------------------------------ | ------------------------------ | ------------------------------ |
| 1991                           | 2002                           | 2011                           |
| 447                            | 536                            | 679                            |

Напомена: Године 1952. повећана за насеља Јазбина и Стрма Гора која су укинута.

## Галерија
- улаз у насеље и поглед на цркву
- капелица
- сеоска кућа
- панорама